# ژن‌شناسی پزشکی
ژن‌شناسی پزشکی یا ژنتیک پزشکی یکی از رشته‌های تخصصی پزشکی است؛ دانش مطالعه انتقال صفات از یک نسل به نسل دیگر است؛ دانش بررسی صفات از یک نسل به نسل دیگر در انسان را ژنتیک انسانی می‌نامند. شاخه‌ای از ژنتیک انسانی که انتقال یک صفت از نسلی به نسل دیگر را در انسان و در ارتباط با سلامت و بیماری مورد بررسی قرار می‌دهد «ژنتیک پزشکی» می‌نامند.

## تاریخچه
ژنتیک نوین توسط کشیش اتریشی گریگور مندل و در قرن نوزدهم میلادی بنیان‌گذاری شد. ژنتیک انسانی به آهستگی و در طی نیمه نخست سدهٔ بیستم و نیز ژنتیک پزشکی از نیمه دوم سده بیستم و پس از سقوط اندیشه یوژنیک به سرعت رشد کرد؛ این پیشرفت تا کنون و به سرعت ادامه دارد.

## شاخه‌های ژنتیک پزشکی
شاخه‌های ژنتیک پزشکی عبارت‌اند از: ژنتیک بالینی، ژنتیک بیوشیمی، مشاوره ژنتیک، سیتوژنتیک، ژنتیک مولکولی و ژنتیک بیماری‌های شایع.
شاخه‌های گوناگون ژنتیک پزشکی به نوبهٔ خود، ترکیبی از یک علم دیگر با ژنتیک هستند؛ برای مثال، ژنتیک بالینی از ترکیب ژنتیک با پزشکی بالینی به وجود آمده‌است. ژنتیک ملکولی حاصل ترکیب ژنتیک با بیوشیمی DNA و RNA و ژنتیک بیوشیمی یا ژنتیک متابولیک حاصل ترکیب ژنتیک با بیوشیمی اسیدهای آمینه، لیپیدها یا هیدرات‌های کربن می‌باشد. سیتوژنتیک از ترکیب سیتولوژی و ژنتیک به‌وجود آمده‌است و مشاوره ژنتیک نیز از ترکیب ژنتیک و دانش مشاوره غیر مداخله‌جویانه حاصل شده‌است.
ابداع و به‌کارگیری تکنیک‌های نسل جدید تعیین توالی ژنتیکی (Next Generation Sequencing) فرصت‌های جدیدی را برای تشخیص و پژوهش در این قلمرو فراهم نموده‌است.

## وضعیت تحصیلی این رشته در ایران
در ایران مقاطع مرتبط با این رشته، عبارتند از: کارشناسی ارشد ژنتیک انسانی و نیز دکتری تخصصی ژنتیک پزشکی که این رشته، مقطع‌ها توسط وزارت بهداشت ارائه می‌شود.

## موضوعات تحقیقاتی در ژنتیک پزشکی
پژوهش روی اولیگونوکلئوتیدها در ژن‌درمانی و نیز تأثیر ژنها در تکامل دستگاههای بدن انسان و جانوران برای پیشگیری از بیماریهای ژنتیکی از موضوعات مورد تحقیق در ژنتیک پزشکی است.